# Anyphaenoides placens
Anyphaenoides placens là một loài nhện trong họ Anyphaenidae.
Loài này thuộc chi Anyphaenoides. Anyphaenoides placens được Octavius Pickard-Cambridge miêu tả năm 1896.